# CLAMP no kiseki
CLAMP no kiseki (CLAMPノキセキ? lett. "Il miracolo delle CLAMP") è una serie di dodici volumi pubblicata per celebrare il 15º anniversario delle CLAMP. Il primo è uscito il 22 settembre 2004, mentre l'ultimo il 22 agosto 2005.
Ogni numero è composto da 32 pagine a colori, che trattano una o più serie realizzate dalle CLAMP fra il 1989 e il 2004. All'interno si trovano anche alcune interviste alle autrici e loro colleghi, amici e collaboratori oltre a illustrazioni e nuove pagine a fumetti realizzate per l'occasione. Ad ogni uscita erano allegati alcuni pezzi degli scacchi, con le fattezze dei personaggi delle CLAMP, con cui è possibile giocare sulla scacchiera allegata alla prima uscita.

## Riviste
| #  | Data       | Serie trattate                                                        | Copertina | Allegato degli scacchi |
| -- | ---------- | --------------------------------------------------------------------- | --- | --- |
| 1  | 22/09/2004 | Card Captor Sakura (1)                                                | Sakura Kinomoto (Card Captor Sakura) Tomoyo Daidoji (Card Captor Sakura) | Donna bianca (Sakura Kinomoto) Pedone bianco (Soel) Pedone nero (Larg)                                                                                     |
| 2  | 22/10/2004 | Card Captor Sakura (2) Clover Watashi no suki na hito                 | Su (Clover) Lan (Clover) | Donna bianca (Tomoyo Daidoji) Alfiere nero (Kimihiro Watanuki di xxxHOLiC) Pedone bianco (Soel)                                                            |
| 3  | 22/11/2004 | Tokyo Babylon                                                         | Subaru Sumeragi (Tokyo Babylon) Hokuto Sumeragi (Tokyo Babylon) | Alfiere bianco (Subaru Sumeragi) Pedone bianco (Soel) Pedone nero (Larg)                                                                                   |
| 4  | 22/12/2004 | Magic Knight Rayearth Magic Knight Rayearth 2 Angelic Layer           | Hikaru Shido (Magic Knight Rayearth) Misaki Suzuhara (Angelic Layer) | Torre bianca (Misaki Suzuhara di Angelic Layer) Alfiere nero (Seishiro Sakurazuka di Tokyo Babylon, X) Pedone nero (Larg)                                  |
| 5  | 21/01/2005 | CLAMP Detective Polizia scolastica Duklyon Il ladro dalle mille facce | Nokoru Imonoyama (CLAMP Detective, Polizia scolastica Duklyon) Suou Takamura (CLAMP Detective, Polizia scolastica Duklyon) Akira Iyuin (CLAMP Detective, Polizia scolastica Duklyon, Il ladro dalle mille facce) | Torre nera (Su di Clover) Cavallo nero (Nokoru Imonoyama di CLAMP Detective, Polizia scolastica Duklyon) Pedone bianco (Soel)                              |
| 6  | 22/02/2005 | RG Veda                                                               | Ashura (RG Veda) Dark Ashura (RG Veda) | Cavallo bianco (Hikaru Shido di Magic Knight Rayearth) Torre nera (Ashura di RG Veda) Pedone nero (Larg)                                                   |
| 7  | 22/03/2005 | Chobits Wish Mi piaci perché mi piaci                                 | Kohaku (Wish) Chi (Chobits) | Torre bianca (Chii di Chobits) Cavallo nero (Akira Ijyuin di CLAMP Detective, Polizia scolastica Duklyon, Il ladro dalle mille facce) Pedone bianco (Soel) |
| 8  | 22/04/2005 | X (1)                                                                 | Kamui Shirou (X) Fuuma Monou (X) | Re nero (Kamui Shiro di X) Pedone bianco (Soel) Pedone nero (Larg)                                                                                         |
| 9  | 20/05/2005 | X (2) Miyuki nel paese delle meraviglie La principessa bianca         | Miyuki (Miyuki nel paese delle meraviglie) Seishiro Sakurazuka (Tokyo Babylon, X) | Re nero (Fuuma Mono) Alfiere bianco (Miyuki di Miyuki nel paese delle meraviglie) Pedone nero (Larg)                                                       |
| 10 | 22/06/2005 | xxxHOLiC Lawful Drugstore                                             | Yuko Ichihara (xxxHOLiC) Kimihiro Watanuki (xxxHolic) | Alfiere nero (Fay D. Florite di RESERVoir CHRoNiCLE) Donna nera (Yuko Ichihara di xxxHOLiC) Pedone bianco (Soel)                                           |
| 11 | 22/07/2005 | Tsubasa RESERVoir CHRoNiCLE (1) La leggenda di Chun Hyang             | Kurogane (Tsubasa RESERVoir CHRoNiCLE) Fay D. Florite (Tsubasa RESERVoir CHRoNiCLE) | Alfiere bianco (Kohaku di Wish) Cavallo nero (Kurogane) Pedone nero (Larg)                                                                                 |
| 12 | 22/08/2005 | Tsubasa RESERVoir CHRoNiCLE (2) Kobato.                               | Shaoran (Tsubasa RESERVoir CHRoNiCLE) Kobato Hanato (Kobato.) | Re bianco (Shaoran) Pedone bianco (Soel) Pedone nero (Larg)                                                                                                |

Dopo aver collezionato tutte e pezzi era possibile chiedere un ulteriore Re bianco e Re nero, rispettivamente Kero-chan e Spinel Sun di Card Captor Sakura.